# Auristela Vásquez
Auristela Vásquez (Venezuela, 27 de enero de 1958) es una política venezolana y diputada suplente de la Asamblea Nacional por el Distrito Capital. Actualmente se encuentra en el exilio en España.

## Carrera
Auristela fue electa como diputada suplente por la Asamblea Nacional por el circuito 2 del Distrito Capital para el periodo 2016-2021 en las elecciones parlamentarias de 2015, en representación de la Mesa de la Unidad Democrática (MUD). Posteriormente fue designada por Juan Guaidó como vicepresidente de la Comisión Permanente de Desarrollo Social para el periodo 2022-2023.
El 5 de enero de 2023 fue electa segunda vicepresidente del parlamento parte de los diputados de la IV Legislatura de la Asamblea Nacional de Venezuela. El 8 de enero el gobierno de Nicolás Maduro emitió una orden de aprensión en contra de su persona y de las diputadas Marianela Fernández y Dinorah Figuera.